# 李蟾妃
李蟾妃（?—?），五代十国位于岭南地区的南汉国女性人物。
李蟾妃是南汉的后宫。她被皇帝特殊宠爱。南海有苏氏园，幽雅称胜，皇帝带着李蟾妃微服到了这里，在绿蕉林中休息小酌，大书蕉叶，号称扇子仙。后人在这里建了一个亭子纪念，名为扇子亭。